# Третя планета (фільм)
«Третя планета» — радянський художній фільм 1991 року режисера Олександра Рогожкіна.

## Сюжет
Антон в розпачі. Його п'ятнадцятирічну дочку Олену, яка страждає важкою і невиліковною недугою, в черговий раз без поліпшень виписують тепер вже із закордонної клініки. Треба повертатися додому і спробувати щастя в зоні — так називається місце, де багато років тому сталася атомна катастрофа. Тепер там, якщо вірити чуткам і журнальних публікацій, живуть люди-мутанти, сверхцелітелі. Антон і Олена проходять через заражені радіоактивністю простори і добираються до закритої від усього світу невеликої цивілізації мутантів. З пізньої осені вони потрапляють в квітуче літо. Тутешні мешканці живуть за своїми законами і мають свою, незрозумілу для цивілізованої людини, систему цінностей. Люди із зовнішнього світу приносять з собою біду, руйнують світ, в якому жили мешканці зони.

## У ролях
- Анна Матюхіна —  Олена
- Борис Соколов —  Антон
- Світлана Михальченко —  жінка з зараженої зони
- Костянтин Полянський — епізод
- Гоша Панкратов —  хлопчик з зараженої зони
- Олексій Полуян —  інформатор
- Віктор Бичков —  мужик з хрестом
- Олександр Башуров —  Іван

## Знімальна група
- Автор сценарію:  Олександр Рогожкін
- Режисер:  Олександр Рогожкін
- Оператор:  Микола Строганов
- Художник:  Олександр Загоскін,  Павло Новіков
- Композитор: Геннадій Бєлоліпецький